# 베라 린
베라 린 여사(영어: Dame Vera Lynn, CH, DBE, 1917년 3월 20일 ~ 2020년 6월 18일)는 영국의 가수, 작곡가이다.

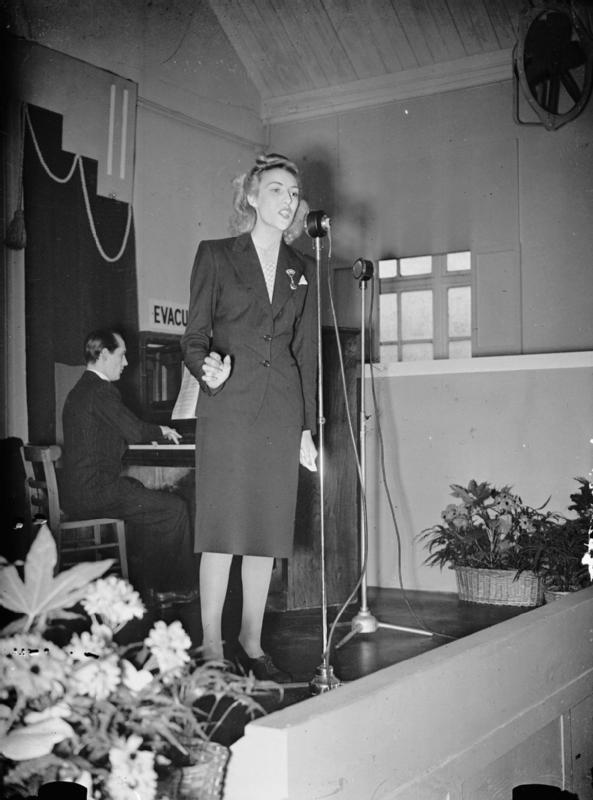
영국의 한 공장에서 노래하던 모습 (1941년)

제2차 세계 대전 기간 동안 《We'll Meet Again》, 《(There'll Be Bluebirds Over) The White Cliffs of Dover》, 《A Nightingale Sang in Berkeley Square》, 《There'll Always Be an England》 등으로 사랑을 받았으며 이집트, 인도, 미얀마 등으로 순회공연을 다니며 군인들을 위문해 'The Forces' Sweetheart'라는 별칭으로 불렸다.
《We'll Meet Again》은 영국에서 제2차 세계 대전 도중, 유럽 대륙으로 파병가던 영국군을 떠나보낼 때 가족, 애인, 친구가 불러주던 노래로 유행하였다. 현재는 포피(poppy)만큼이나 과거 많은 전쟁을 기리는 의미와 영국군의 봉사와 희생에 감사하는 대표 상징물이 되었다. 영국 본토를 포함하여, 캐나다, 오스트레일리아 등의 영국 연방, 영국군의 희생 덕을 많이 본 프랑스 등지에서 노르망디 상륙작전 기념일이나, 제2차 세계 대전 유럽 전승 기념일(VE Day) 때 빠지지 않고 애용되는 노래로 정착하였다.
전후에도 독일 노래 《Auf Wiederseh'n Sweetheart》를 영어로 바꾸어 불러 큰 인기를 끌었으며, 1954년 발표한 《My Son, My Son》은 영국 싱글 차트에서 1위를 기록했다.
2009년에 컴필레이션 음반 《We'll Meet Again: The Very Best of Vera Lynn》이 발표되어 영국 음반 차트 1위에 오르기도 했다.

## 서훈
- 1969년 대영 제국 훈장 4등급(OBE)[1]
- 1975년 대영 제국 훈장 2등급(DBE, 작위급 훈장)[2]
- 2016년 컴패니언 오브 아너(CH; Member of the Order of the Companions of Honour)[3]